# بخش آلکسیفسکی، استان بلگورود
بخش آلکسیفسکی (به لاتین: Alexeyevsky District) یک منطقهٔ مسکونی در روسیه است که در استان بیلگاراد واقع شده‌است.